# رحمان‌آباد (ملایر)
رحمان‌آباد، روستایی از توابع بخش سامن شهرستان ملایر در استان همدان ایران است.

## موقعیت
فاصله رحمان‌آباد تا شهر ملایر ۳۹ کیلومتر می‌باشد. رحمان‌آباد در نزدیکی مرز استان همدان با استان لرستان واقع شده و با روستاهای گلدره و انوچ همجوار می‌باشد.

## جمعیت
این روستا در دهستان سفیدکوه قرار داشته و براساس سرشماری مرکز آمار ایران در سال ۱۳۹۵جمعیت آن ۳۸۵نفر (۱۲۱خانوار) بوده‌است.

## زبان
مردم این دیار به گویش لری شمالی صحبت می‌نمایند.

## جاذبه‌های گردشگری

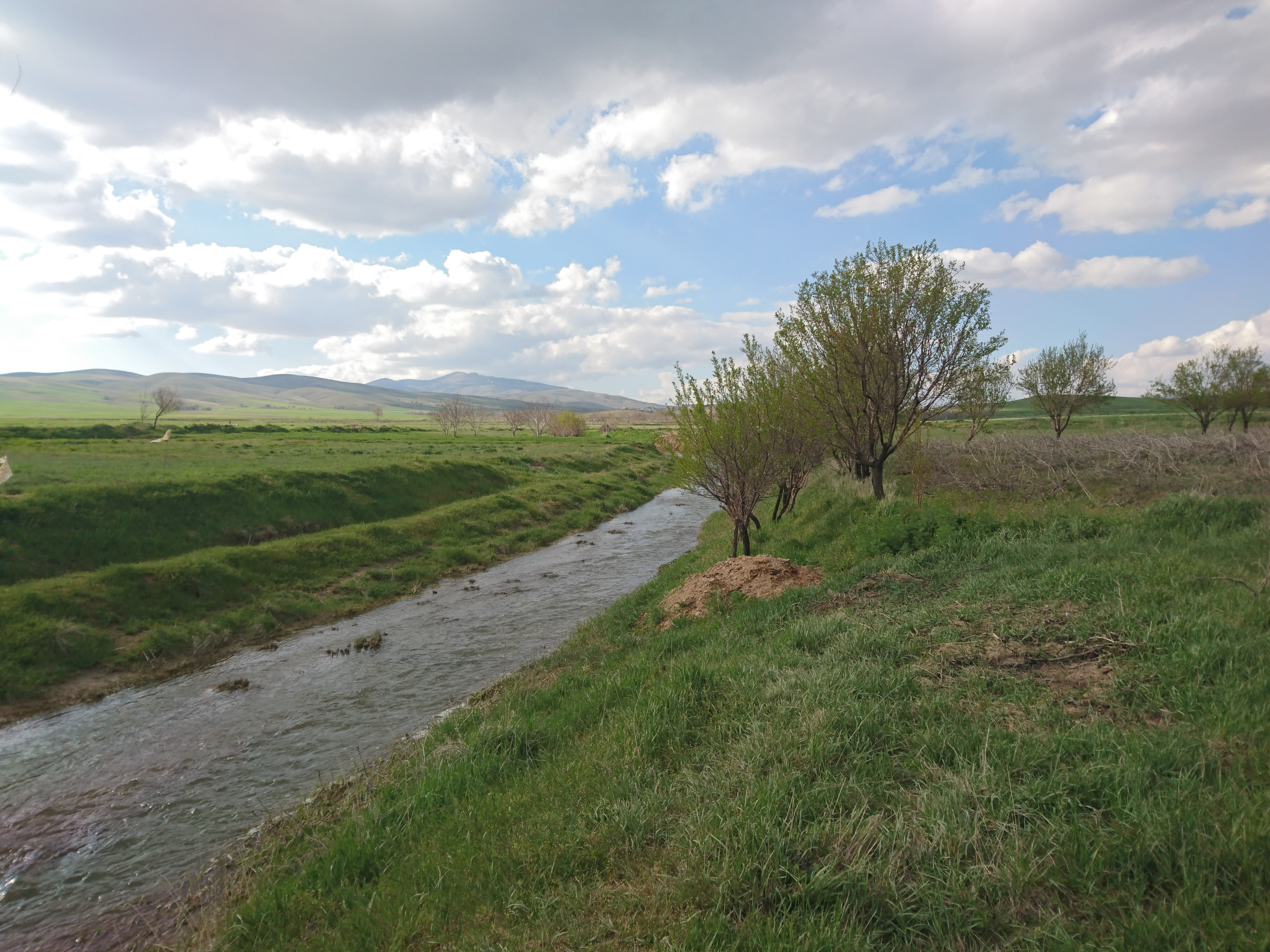
طبیعت رحمان‌آباد

مکان‌های دیدنی آن شامل قنات قدیمی و مناظر طبیعی می‌باشد. 

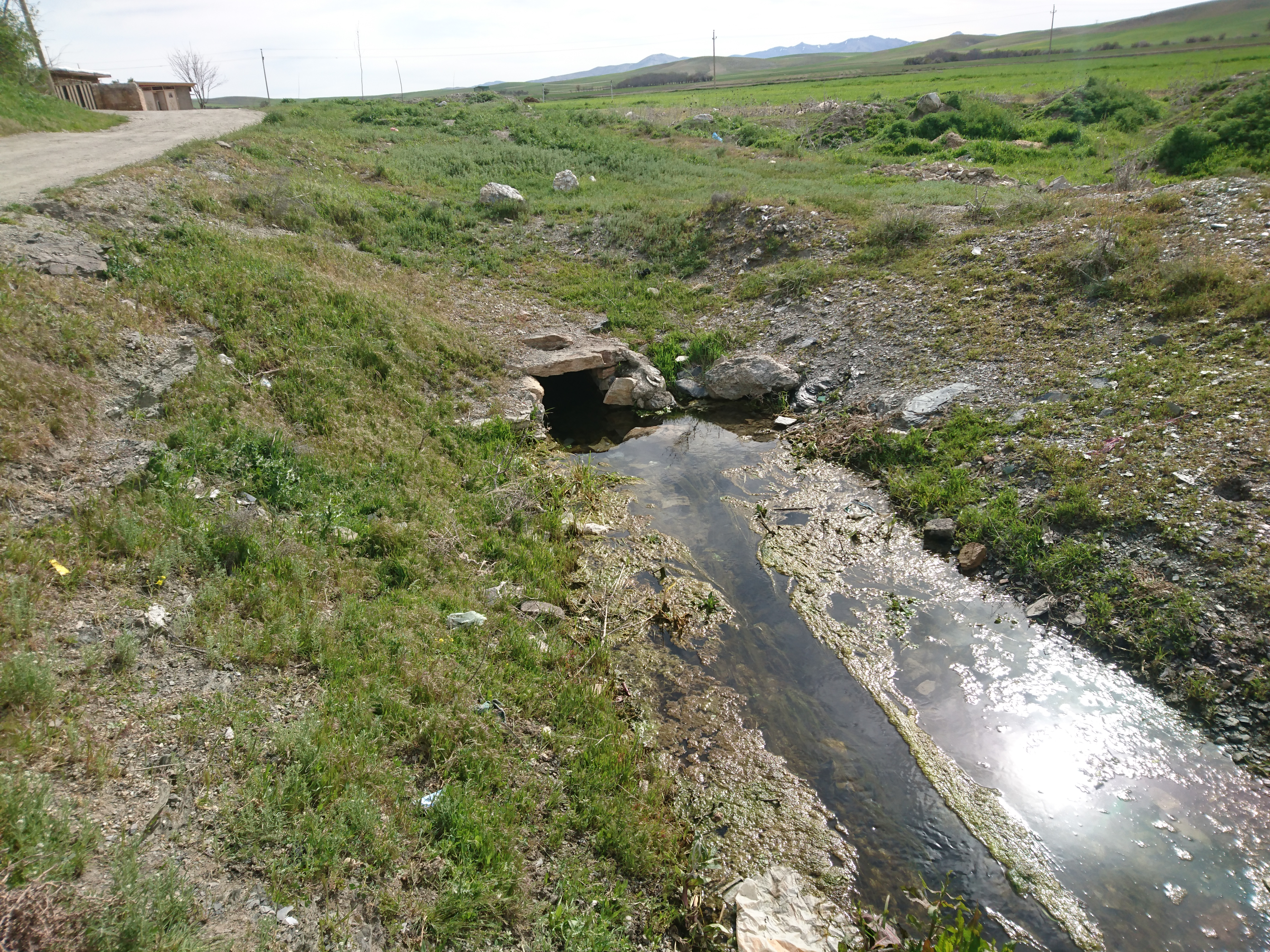
قنات قدیمی رحمان‌آباد

## محصولات
- محصولات کشاورزی: انگور، جو، گندم، نخود، عدس.

## سوغات
شیره انگور، کشمش.

## امکانات
- امکانات فرهنگی و مذهبی: یک دبستان یک مسجد ابوالفضل و یک مسجد جامع می‌باشد. مسجد ابوالفضل

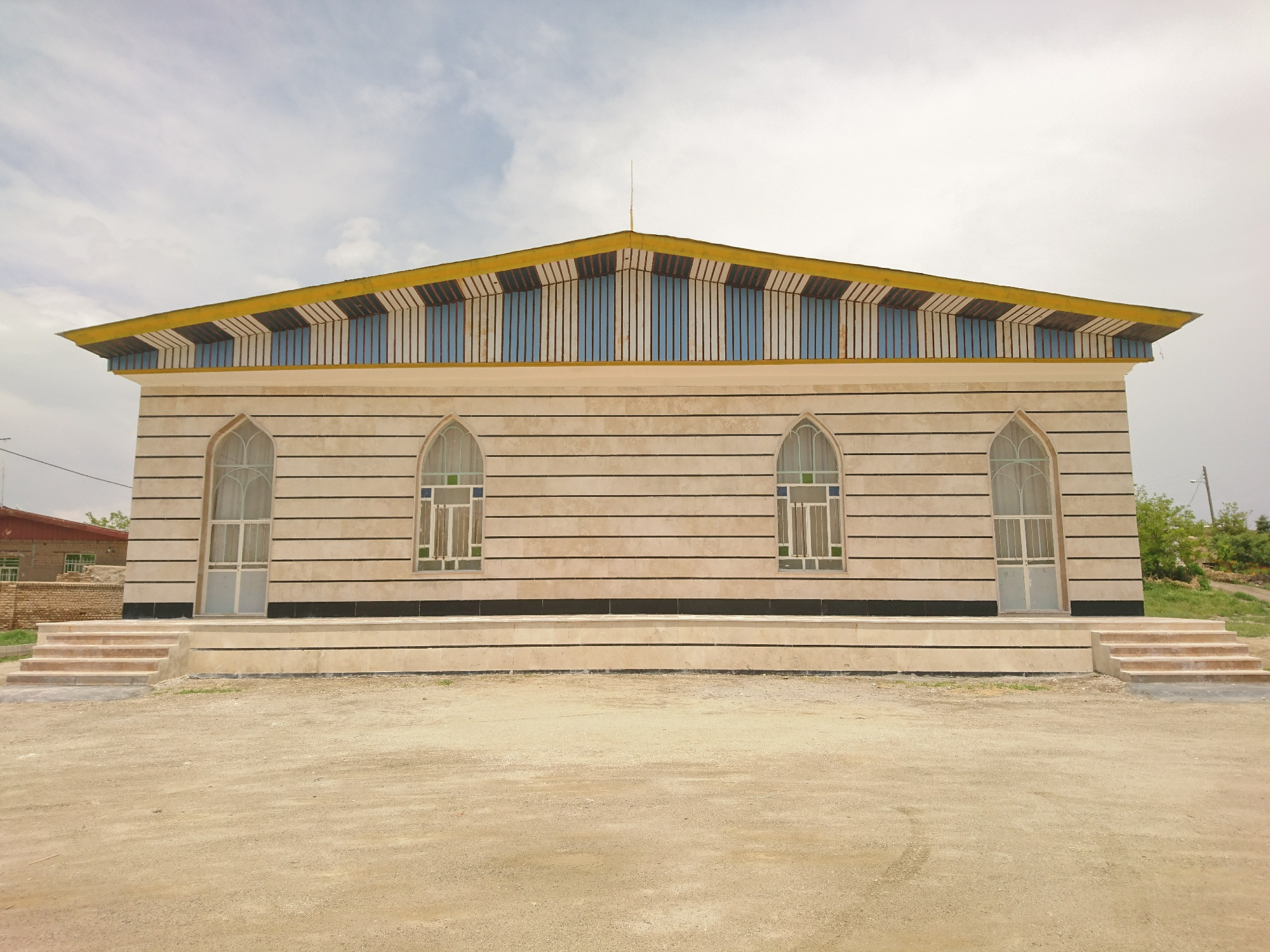
مسجد ابوالفضل

- امکانات رفاهی: گاز - آب لوله‌کشی بهداشتی - برق - تلفن - و پوشش شبکه همراه و در مسیر فیبر نوری می‌باشد.